# Буркинский, Борис Владимирович
Буркинский Борис Владимирович (род. 3 ноября 1942 года в г. Вознесенске) — советский учёный-экономист, доктор экономических наук, профессор, академик Национальной академии наук Украины (2003), заслуженный деятель науки и техники Украины (1997), лауреат Государственной премии Украины в области науки и техники (2003).

## Биография
Окончил Одесский технологический институт им. М. В. Ломоносова. Работал старшим инженером, руководителем группы, старшим научным сотрудником, заведующим отделом, ученым секретарем Одесского отделения Института экономики АН Украины, а в 1980 г. возглавил этот научный коллектив. С 1991 г. — директор Института проблем рынка и экономико-экологических исследований НАН Украины.
Сфера научных интересов: проблемы устойчивого развития регионов, формирования рыночных механизмов, моделей свободных экономических зон и развития предпринимательства.
Б. В. Буркинский — научный консультант и эксперт рабочей группы при Кабинете Министров Украины по подготовке проектов нормативных актов по вопросам правового регулирования деятельности морского транспорта, межведомственной рабочей группы при Министерстве экологии и природных ресурсов Украины по разработке «Комплексной программы украинско-российского сотрудничества в сфере защиты природной среды Азово-Черноморского бассейна р. Днепр и трансграничных водотоков», а также рабочей группы по вопросам международных экологических соглашений проекта экологической политики и технологий, который выполняется при поддержке Агентства международного развития США.
Б. В. Буркинским создана научная школа региональных экономико-экологических проблем и проблем развития рынка. Он подготовил пять докторов и более 30 кандидатов наук, которые сегодня творчески работают на многих государственных предприятиях и в предпринимательском секторе Украины.
На протяжении ряда лет учёный совмещал научную работу с выполнением обязанностей заместителя председателя Одесской областной государственной администрации и Южного научного центра НАН Украины.
Член научно-редакционного совета журналов «Экономика промышленности», «Восток» (Донецк), «Региональная экономика» (Львов) и многих других.

## Научное наследие
Результаты научных исследований Б. В. Буркинского изложены в более чем 200 научных трудах, в частности в 15 личных и коллективных монографиях и учебниках.